# 全国清涼飲料連合会
一般社団法人全国清涼飲料連合会（ぜんこくせいりょういんりょうれんごうかい、英: Japan Soft Drink Association、略称: 全清飲）は、清涼飲料水業界の業界団体。元農林水産省所管。2017年9月に一般社団法人全国清涼飲料工業会から名称変更を行った。

## 概要
- 会員数 - 会員68・236社（内訳：企業会員49会員・83社、組合会員19会員・153社）、賛助会員146社（2022年5月25日現在）
- 組織 - 全清飲は会員と賛助会員から構成され、会員は清涼飲料製造業者（委託製造・加工業者を含む）で、企業会員、組合会員からなり、各中小事業者は、各々の都道府県組合に加入している。一方、賛助会員は清涼飲料製造に密接な関係を持つ原材料、資材、設備・機械、販売用設備・器具・資材、その他の製造・販売等の関連事業者で構成されている。

## 活動理念
1. 私達は、加工食品業界において、最大規模の売上高を誇る業界団体として、規模に相応しい社会への貢献を会員各社に推進・支援する事業を実施いたします。
2. 私達は、会員企業の利益、業界共通の共益、社会共通の公益の３益の中で、共益と公益を優先し、清涼飲料水事業の発展に貢献する活動をいたします。
3. 私達は、業界の代表として、会員社間の調整や行政や関係団体との交渉・調整機能を発揮する活動を通じ、会員企業の事業活動を法令遵守・CSR活動を通じ、推進・支援いたします。
4. 私達は、国際化への対応を強化し、情報受発信力を高めます。同時に、国内外・業界内外に向けて、業界や商品知識への理解度を高め、消費者啓発により、愛される清涼飲料水となる活動を実施いたします。

## 事業内容
- 活動理念を目的に、会員相互の連携協力のもと個々の会員を越え、また共通の諸課題について議論、検討の場を提供すると共に、これらに関し飲料業界の考え方を確立し、国政、行政のあらゆるレベルと社会の関連諸団体、グループ、メディアに対し、飲料業界の代表として活動を行う。

## 加盟団体
- 公益社団法人食品容器環境美化協会
- PETボトルリサイクル推進協議会
- 一般財団法人食品産業センター
- 公益社団法人日本食品衛生協会
- 紙製容器包装リサイクル推進協議会
- プラスチック容器包装リサイクル推進協議会
- ICBA（International Council of Beverages Associations:国際清涼飲料協議会）

## 関連団体
- 日本自動販売機工業会
- スチール缶リサイクル協会
- ガラス瓶リサイクル促進協議会
- PETボトル協議会
- アルミ缶リサイクル協会

## 沿革
- 1918年（大正7年）11月 - 前身母体である全国清涼飲料水同業組合設立。大正6年、寺内内閣時代に帝国議会で清涼飲料の課税問題が取り上げられ、全国各地の業者はこれを契機に団体の力が必要であるとの認識を深め、上記連合会を創立。
- 1955年（昭和30年）4月 - 公益法人として認可を受け、社団法人全国清涼飲料工業会となる。
- 2005年（平成17年）7月 - 全国清涼飲料工業組合連合会、全国清涼飲料協同組合連合会と共に創立50周年。
- 2012年（平成24年）4月　-　公益法人制度改革に対応して、一般社団法人全国清涼飲料工業会に移行。
- 2015年（平成27年）7月 - 全国清涼飲料工業組合連合会、全国清涼飲料協同組合連合会と共に創立60周年。
- 2017年（平成29年）9月　名称を一般社団法人全国清涼飲料連合会に変更するとともに事務所を移転